# Tolypammininae
Tolypamininae es una subfamilia de foraminíferos bentónicos de la Familia Ammodiscoidea, de la Superfamilia Ammodiscoidea, del Suborden Ammodiscina y del Orden Astrorhizida. Su rango cronoestratigráfico abarca desde el Devónico superior hasta la Actualidad.

## Discusión
Clasificaciones previas incluían Tolypammininae en el Suborden Textulariina del Orden Textulariida. Otras clasificaciones han incluido Tolypammininae en la Familia Tolypamminidae.

## Clasificación
Tolypamininae incluye a los siguientes géneros:
- Ammodiscella †
- Ammodiscellites
- Ammolagena
- Ammovertella †
- Hemidiscella
- Saturnella †
- Serpulopsis †
- Tolypammina †

Otros géneros considerados en Tolypamininae son:
- Adhaerentina †, aceptado como Tolypammina
- Minammodytes †, aceptado como Serpulopsis
- Psammophis †, aceptado como Ammovertella
- Serpulella †, aceptado como Tolypammina